# Hanne Bramness
Hanne Bramness (Oslo, 3 d'abril de 1959) és una escriptora, editora i traductora noruega que ha fet passos en el camp de la poesia, debutant amb un primer poemari el 1983 titulat Korrespondanse per mitjà de Gyldendal Norsk Forlag. Guanyadora del Premi Dobloug el 2006, Bramness està casada amb l'escriptor Lars Amund Vaage i viu a Sunde i Sunnhordland.

## Obres
- Den ukjente (poesia, Cappelen Damm, 2015).
- Dikt i utvalg: 1982-2010 (poesia, Cappelen Damm, 2013).
- Vekta av lyset (poesia, Cappelen Damm, 2012).
- Vaage.Tu lesninger i Lars Amund Vaages forfatterskap (Xarxa.). (Artikler, Oktober, 2012).
- Stemmer i andre hus (poesia, Cappelen Damm, 2011).
- Uten film i kameraet (poesia, Cappelen Damm, 2010).
- Det står ulver i din drøm (poesia, Cappelen Damm, 2008).
- Salt på øyet (poesia, Cappelen, 2006).
- Dikt fra fengselet (xarxa.). (Antologi, Cappelen, 2004).
- Puteboken, japanske kjærlighetsdikt (Ungdomsbok, Cappelen, 2004).
- Lynettes reise (literatura infantil, Cappelen, 2003).
- Regnet i Buenos Aires (poesia, Cappelen, 2002).
- Anne Michael: Gruvedammen (traducció/reescriptura, Solum, 2001).
- Trollmåne (poesia, Cappelen, 2001).
- Kamala Das: Tørketid (traducció/reescriptura, Cappelen, 2000).
- Kysset (Noveller, Cappelen, 1999).
- Mirida Alt Altik: Froskens sanger (traducció/reescriptura, Cappelen, 1999).
- Mina Loy: Engelsk kjøter. (traducció/reescriptura, Cappelen, 1998).
- Akiko Yosano: Det brennende hjertet (traducció/reescriptura, Cappelen, 1997).
- Revolusjonselegier (poesia, Cappelen, 1996).
- Kremmyke bryst (Dikt av kinesiske kvinner).. (traducció/reescriptura, Cappelen, 1996).
- Appelsintreet (Japanske kjærlighetsdikt for ungdom).. (traducció/reescriptura, Cappelen, 1995).
- William Blake: Himmel og Helvete (medf).. (traducció/reescriptura, 1993).
- Nattens kontinent (poesia, Cappelen, 1992).
- The Sailor Does Not See the North. (poesia, 1988).
- The Poems of Dagny Juel Przybyszewska. (traducció/reescriptura, 1988).
- Denise Levertov: Med åpen munn. (traducció/reescriptura, Oktober, 1988).
- I sense tid. (Roman, Gyldendal, 1986).
- Korrespondanse (poesia, Gyldendal, 1983).
- Urgent Wave (poesia, 1983).
- Impulse Tests. (poesia, 1982).
- Slow Climb (poesia, 1982).